# Wahlen in den Vereinigten Staaten 2004
Die Wahlen in den Vereinigten Staaten 2004 fanden am 2. November statt. Im Allgemeinen gingen die Republikaner als Sieger aus der Wahl hervor.
Gewählt wurden:
- der Präsident (George W. Bush wurde im Amt bestätigt), siehe hierzu Präsidentschaftswahl in den Vereinigten Staaten 2004
- alle 435 Sitze im Repräsentantenhaus, siehe hierzu Wahlen zum Repräsentantenhaus der Vereinigten Staaten 2004
- 34 der 100 Sitze im Senat, siehe Wahlen zum Senat der Vereinigten Staaten 2004
- in einigen Staaten wurden die Gouverneursposten neu besetzt, siehe Gouverneurswahlen in den Vereinigten Staaten 2004
- viele Parlamente auf Ebene der Bundesstaaten
- sowie einige Legislativen auf Kommunalebene